# Ernst Symons

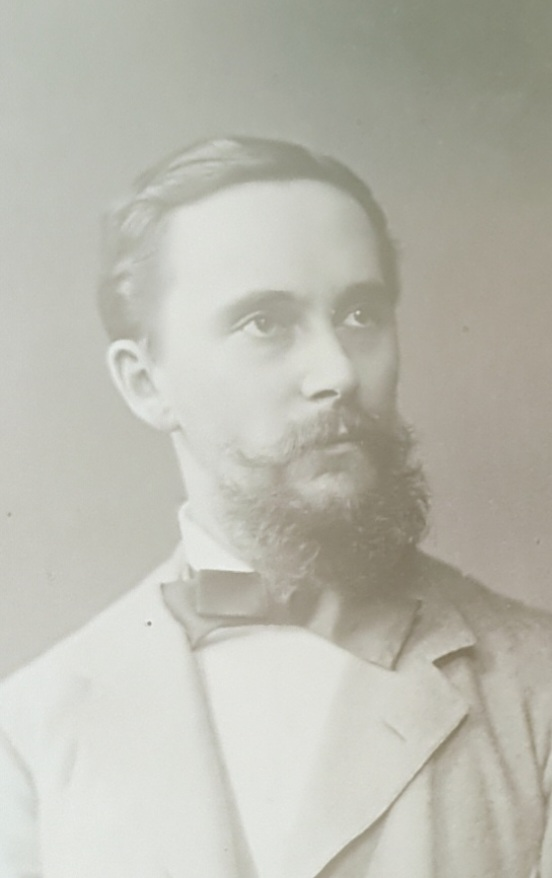
Ernst Symons

Ernst Symons (* 13. März 1845 in Kaldenkirchen bei Mönchengladbach in der Rheinprovinz; † 19. April 1922 in Berlin-Zehlendorf) war ein deutscher Gymnasiallehrer.

## Leben
Ernst Symons wurde als Sohn des Siamosewebereifabrikanten August Symons (1810–1879) und dessen Frau Fanny Poensgen (1819–1889) geboren. Der Vater war ursprünglich Pfarramtsanwärter gewesen, übernahm jedoch nach dem Tod seines Vaters dessen Fabrik.
Zunächst besuchte Symons eine Privatschule in Kaldenkirchen, dann das Evangelisch Stiftische Gymnasium Gütersloh, wo er 1863 auch die Reifeprüfung ablegte. Anschließend studierte er klassische und deutsche Philologie in Bonn und Berlin. Im Jahr 1868 legte er das Staatsexamen ab. 1873 promovierte er an der Universität Jena zum Dr. phil.; das Thema seiner Dissertation lautete: „Die Sage vom thebanischen Kreon in der griechischen Poesie“. Nachdem er 1868 zum Probandus am Friedrichs-Gymnasium in Berlin ernannt worden war, wurde er dort 1870 als Lehrer für die alten Sprachen angestellt, 1878 zum Oberlehrer befördert und 1893 zum Professor ernannt.
Symons kämpfte im Preußisch-Österreichischen Krieg von 1866 und im Deutsch-Französischen Krieg von 1870/71, wofür er das Eiserne Kreuz zweiter Klasse erhielt.
Am 29. September 1873 heiratete er in Gültz die Pianistin Anna Kayser (* 13. Januar 1849 in Bingen; † 9. November 1920 in Berlin), die Schwester Emanuel Kaysers und Heinrich Kaysers, die an der Neuen Akademie der Tonkunst in Berlin bei Theodor Kullak ausgebildet worden war.
Symons verstarb am 19. April 1922 in Berlin-Zehlendorf.

## Schriften
- Die Sage vom thebanischen Kreon in der griechischen Poesie. Jena 1872 (Dissertation)
- Zu Friedrich Rücker’s Verskunst. 1. Die Behandlung des Reims in: Jahresberich der Friedrichs-Realschule, Berlin 1876.